# سکو (کنتاکی)
سکو (به انگلیسی: Seco) یک منطقهٔ مسکونی در ایالات متحده آمریکا است که در شهرستان لتچر، کنتاکی واقع شده‌است. سکو ۳۸۴٫۰۵ متر بالاتر از سطح دریا واقع شده‌است.